# امانوئل کوند
امانوئل کوند (زادهٔ ۱۵ ژوئیه ۱۹۵۶) فوتبالیست حرفه‌ای بازنشستهٔ کامرونی است. او در جام جهانی ۱۹۸۲ و ۱۹۹۰ برای تیم ملی کامرون بازی کرد و در سال‌های ۱۹۸۴ و ۱۹۸۸ جام ملت‌های آفریقا را برد.